# Task Force Viking
Combined Joint Special Operations Task Force – North (JSOTF-N), auch bekannt unter dem Decknamen Task Force Viking, war ein US-amerikanischer Einsatzverband, der in der Anfangsphase der amerikanisch geführten Invasion des Irak Militäroperationen gegen die irakischen Streitkräfte in Teilen Kurdistans und des Nordirak durchführte. Ihr militärischer Auftrag bestand darin, die Städte Kirkuk und Mosul sowie die nördlichen Ölfelder des Irak zu besetzen und die 13. Irakische Armeedivision räumlich im Norden zu binden, um so deren Unterstützung bei der Verteidigung Bagdads zu verhindern sowie zu vermeiden, dass die irakischen Einheiten bei der Verteidigung gegen die nach Süden angreifenden Amerikaner und Briten unterstützen konnten.
Dazu wurde die Task Force Viking in Operationen der unkonventionellen Kriegsführung, der Spezialaufklärung, Direkt Aktion und Luft-Boden-Unterstützung eingesetzt, um die irakischen Einheiten entlang der „Green Line“, der seit 1991 nominell bestehenden Demarkationslinie zwischen Kurdistan und dem Irak, räumlich zu binden.

## Involvierte Truppenteile und Einsatzvorbereitung
Vor Beginn der Invasion wurde im Februar 2003 ein Großteil der Einheiten der Task Force Viking in Constanta (Rumänien) zusammengezogen. Konzeptionell sollte dieser Einsatzverband aus konventionellen Einheiten (Fallschirmjäger, Marineinfanterie) und Spezialkräften (US Army Special Forces, CIA Special Actions Division) bestehen und unter dem Kommando des United States Special Operations Command geführt werden.

## Gegnerische Streitkräfte
Auf irakischer Seite waren im Norden des Landes zwei Divisionen der irakischen Republikgarde, zwei mechanisierte Infanteriedivisionen, eine Panzerdivision, acht Infanteriedivisionen und Milizen der Fedayeen Saddam eingesetzt. Zudem operierten im Grenzgebiet zwischen dem Irak und Kurdistan paramilitärische Gruppen der Ansar-al-Islam, Ansar-al-Sunna und der PKK sowie verschiedenen kurdischen, turkmenischen und sunnitischen Splittergruppierungen, die teilweise untereinander um die Vorherrschaft in der nordirakischen Region nach dem Sturz Saddam Husseins kämpften.

## Einsatzkonzept

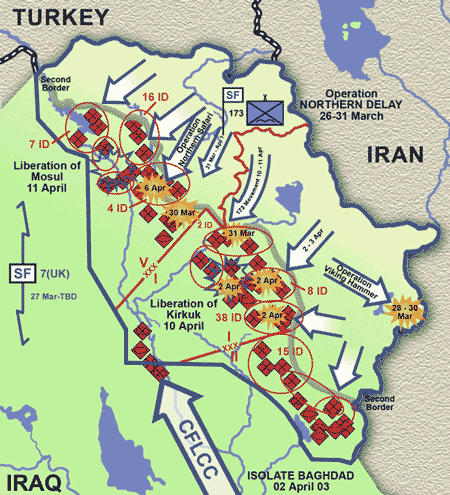
Einsatzkonzept der U.S. Streitkräfte im Nordirak

Aufgrund der Weigerung der Türkei, die Invasion von Land- und Luftstreitkräften in den Irak über türkisches Territorium zu genehmigen, entschied sich die Führung der Koalitionsstreitkräfte, eine Infiltrierung der Task Force Viking per Luft über Jordanien durchzuführen. Zunächst wurden dazu ab dem 20. März 2003 Spezialeinheiten der Task Force mit MC - 130 Combat Talon I – Flugzeugen im Rahmen der „Operation Ugly Baby“ ins Operationsgebiet verbracht. Dies war die längste Infiltrierung von Truppen der US-Streitkräfte nach Ende des Zweiten Weltkriegs.
Nachdem die Türkei die Nutzung ihres Hoheitsgebiets für militärische Operationen doch noch genehmigte, wurden weitere Spezialeinheiten der Amerikaner in den Nordirak verbracht, sodass sich zu Beginn der regulären Kampfhandlungen 50 autark operierende ODA-Teams (Operational Detachment Alpha) der amerikanischen Spezialkräfte vor Ort befanden. Am 29. März 2003 wurden diese Einheiten durch die 173. Airborne Brigade unterstützt, die den Flughafen von Bashur (40 km nördlich der „Green Line“) im Fallschirmsprungeinsatz einnahmen. Dies war die größte Luftlandeoperation der US-Streitkräfte seit dem Ende des Zweiten Weltkrieges. Die Besetzung des Flugplatzes ermöglichte es, ab dem 7. April die 1. Infanteriedivision und anschließend die 26. Marine Expeditionary Unit mit Flugzeugen ins Operationsgebiet zu verbringen.

## Kontroverse um den Einsatz türkischer Truppen
Kurz nach der Eroberung Kirkuks am 10. April, begann die Türkei eigene Spezialkräfte, getarnt als Angehörige einer Hilfsorganisation, in dem Gebiet zu stationieren. Sie wollte dadurch die paramilitärische „Irakische Turkman Front“ ausbilden und ausrüsten, um Kurdistan zu destabilisieren und damit langfristig eigene „Friedenstruppen“ in der Region einzusetzen. Teile der 173. Airborne Brigade deckten diesen Plot auf und brachten die türkischen Militärangehörigen zurück in ihr Land.